# Liste der Gemeinden im Landkreis Northeim

Karte des Landkreises Northeim

Die Liste der Gemeinden im Landkreis Northeim gibt einen Überblick über die elf kleinsten Verwaltungseinheiten des Landkreises Northeim. Sieben der Gemeinden sind Städte. Bodenfelde und Nörten-Hardenberg sind stadtähnliche Orte mit Marktrecht, sogenannte Flecken. Die Kreisstadt des Landkreises ist das namensgebende Northeim, größte Stadt ist Einbeck.

## Beschreibung
Der Landkreis hat eine Gesamtfläche von 1267,08 km2. Die größte Fläche innerhalb des Landkreises hat die Stadt Einbeck mit 231,31 km2. Die flächenmäßig kleinste Gemeinde ist der Flecken Bodenfelde mit 19,86 km2.
Den größten Anteil an der Bevölkerung des Landkreises von 126.310 Einwohnern hat die Stadt Einbeck mit 29.836 Einwohnern, gefolgt von der Kreisstadt Northeim mit 27.522 Einwohnern. Die zwei von der Einwohnerzahl her kleinsten Gemeinden sind Kalefeld mit 5737 Einwohnern und Bodenfelde mit 2943 Einwohnern.
Der gesamte Landkreis Northeim hat eine Bevölkerungsdichte von 100 Einwohnern pro km2. Die größte Bevölkerungsdichte innerhalb des Kreises hat die Stadt Northeim mit 189 Einwohnern pro km2. Die am dünnsten besiedelte Gemeinde ist Kalefeld mit 68 Einwohnern pro km2.

## Legende
- Gemeinde: Name der Gemeinde beziehungsweise Stadt
- Teilorte: Aufgezählt werden die ehemals selbständigen Gemeinden der Verwaltungseinheit
- Wappen: Wappen der Gemeinde beziehungsweise Stadt
- Karte: Zeigt die Lage der Gemeinde beziehungsweise Stadt im Landkreis
- Fläche: Fläche der Stadt beziehungsweise Gemeinde, angegeben in Quadratkilometer
- Einwohner: Zahl der Menschen die in der Gemeinde beziehungsweise Stadt leben (Stand: 31. Dezember 2023[1])
- EW-Dichte: Angegeben ist die Einwohnerdichte, gerechnet auf die Fläche der Verwaltungseinheit, angegeben in Einwohner pro km2 (Stand: 31. Dezember 2023[2])
- Höhe: Höhe der namensgebenden Ortschaft beziehungsweise Stadt in Meter über Normalnull
- Bild: Bild aus der jeweiligen Gemeinde beziehungsweise Stadt

## Gemeinden
| Gemeinde                    | Teilorte | Wappen                                | Karte                                                     | Fläche   | Einwohner | EW- Dichte | Höhe | Bild |
| --------------------------- | --- | ------------------------------------- | --------------------------------------------------------- | -------- | --------- | ---------- | ---- | --- |
| Landkreis Northeim          | | Wappen des Landkreises Northeim       | Lage des Landkreises Northeim in Niedersachsen            | 1.267,08 | 126.310   | 100        |      | |
| Bad Gandersheim (Stadt)     | Bad Gandersheim Ackenhausen Altgandersheim Clus Dankelsheim Dannhausen Ellierode Gehrenrode Gremsheim Hachenhausen Harriehausen Heckenbeck Helmscherode Seboldshausen Wolperode Wrescherode                      | Wappen der Stadt Bad Gandersheim      | Lage der Stadt Bad Gandersheim im Landkreis Northeim      | 90,48    | 9.033     | 100        | 143  | Die frühere Burg Gandersheim, heute Sitz des Amtsgericht Bad Gandersheim                                                  |
| Bodenfelde (Flecken)        | Bodenfelde Nienover Wahmbeck | Wappen des Fleckens Bodenfelde        | Lage des Fleckens Bodenfelde im Landkreis Northeim        | 19,86    | 2.943     | 148        | 118  | Blick von Süden auf Hafen und Kirche von Bodenfelde                                                                       |
| Dassel (Stadt)              | Dassel Amelsen Deitersen Eilensen Ellensen Hilwartshausen Hoppensen Hunnesrück Krimmensen Lauenberg Lüthorst Mackensen Markoldendorf Portenhagen Relliehausen Sievershausen Wellersen                            | Wappen der Stadt Dassel               | Lage der Stadt Dassel im Landkreis Northeim               | 113,04   | 9.335     | 83         | 160  | Stadtmauer |
| Einbeck (Stadt)             | Stadtgliederung von Einbeck | Wappen der Stadt Einbeck              | Lage der Stadt Einbeck im Landkreis Northeim              | 231,31   | 29.836    | 129        | 112  | Bürgerhäuser aus Rokoko und Renaissance                                                                                   |
| Hardegsen (Stadt)           | Hardegsen Asche Ellierode Ertinghausen Espol Gladebeck Hettensen Hevensen Lichtenborn Lutterhausen Trögen Üssinghausen                                                                                           | Wappen der Stadt Hardegsen            | Lage der Stadt Hardegsen im Landkreis Northeim            | 83,89    | 7.273     | 87         | 191  | Stadtverwaltung Hardegsen                                                                                                 |
| Kalefeld                    | Kalefeld Dögerode Düderode Eboldshausen Echte Oldenrode Oldershausen Sebexen Westerhof Wiershausen Willershausen                                                                                                 | Wappen der Gemeinde Kalefeld          | Lage der Gemeinde Kalefeld im Landkreis Northeim          | 84,17    | 5.737     | 68         | 125  | Liebfrauenkirche |
| Katlenburg-Lindau           | Berka Elvershausen Gillersheim Katlenburg Lindau Suterode Wachenhausen | Wappen der Gemeinde Katlenburg-Lindau | Lage der Gemeinde Katlenburg-Lindau im Landkreis Northeim | 71,46    | 6.740     | 94         | 139  | Leisenberger Kirche |
| Moringen (Stadt)            | Moringen Behrensen Blankenhagen Fredelsloh Großenrode Lutterbeck Nienhagen Oldenrode Thüdinghausen | Wappen der Stadt Moringen             | Lage der Stadt Moringen im Landkreis Northeim             | 82,25    | 6.633     | 81         | 175  | Überrest der Burg Moringen                                                                                                |
| Nörten-Hardenberg (Flecken) | Nörten-Hardenberg Angerstein Bishausen Elvese Lütgenrode Parensen Sudershausen Wolbrechtshausen | Wappen des Fleckens Nörten-Hardenberg | Lage des Fleckens Nörten-Hardenberg im Landkreis Northeim | 54,05    | 7.686     | 142        | 159  | Burgruine Hardenberg |
| Northeim (Stadt)            | Northeim Berwartshausen Bühle Denkershausen Edesheim Hammenstedt Hillerse Höckelheim Hohnstedt Hollenstedt Imbshausen Lagershausen Langenholtensen Schnedinghausen Stöckheim Sudheim                             | Wappen der Stadt Northeim             | Lage der Stadt Northeim im Landkreis Northeim             | 145,67   | 27.522    | 189        | 120  | Fachwerkhäuser Breite Straße 1–7                                                                                          |
| Uslar (Stadt)               | Uslar Ahlbershausen Allershausen Bollensen Delliehausen Dinkelhausen Eschershausen Fürstenhagen Gierswalde Kammerborn Offensen Schlarpe Schönhagen Schoningen Sohlingen Vahle Verliehausen Volpriehausen Wiensen | Wappen der Stadt Uslar                | Lage der Stadt Uslar im Landkreis Northeim                | 113,54   | 13.572    | 120        | 178  | Zentrum von Uslar. Lange Straße mit dem historischen Rathaus und der St.-Johannis-Kirche in der Bildmitte im Hintergrund. |

## Ehemalige Gemeinden
Siehe: Ehemalige Gemeinden des Landkreises Northeim